# Nikulás Bergþórsson
Nikulás Bergþórsson, auch als Nikulás Bergsson und Nikulás von Munkathvera bekannt († 1159), war ein isländischer Abt, Gelehrter und Skalde. Ihm wird eine frühe Reisebeschreibung der Pilgerroute von Nordeuropa nach Italien und in das Heilige Land zugeschrieben.

## Leben
Nikulás Bergþórsson war der erste Vorsteher des isländischen Benediktinerklosters Munkathvera (isländisch Munkaþverá), das um 1155 von Bischof Björn Gilsson von Hólar in der Nähe von Akureyri am Fluss Eyjafjarðará gegründet worden war. Wegen einer Feuersbrunst im Kloster 1429 weiß man wenig über die Frühgeschichte der Abtei, die im Gebiet der heutigen Gemeinde Eyjafjarðarsveit lag.
Nikulás Bergþórsson ist in der Literaturgeschichte vor allem wegen einer Aufzeichnung über die Reise von Island nach Rom und Jerusalem bekannt, die er möglicherweise in den Jahren vor seiner Wahl zum Abt von Munkathvera unternommen hatte. Der knappe Reiseführer Leiðarvísir ok borgaskipan gilt als ältestes geografisches Werk in der isländischen Sprache. Der Text ist, von späteren Schreibern erweitert, in einem Manuskript aus dem 14. Jahrhundert der Arnamagnäanischen Handschriftensammlung in Kopenhagen überliefert und wurde 1821 von Erich Christian Werlauff erstmals vollständig und mit einer lateinischen Übersetzung veröffentlicht. Ob der Bericht direkt auf eine konkrete Reise des Abtes zurückgeht, wird kontrovers diskutiert. Die beschriebene Route führte zunächst durch Norwegen, Dänemark und die westlichen Gebiete des Heiligen Römischen Reiches. Von der burgundischen (heute schweizerischen) Stadt Vevey berichtet der Text, dass sich dort am Genfersee die Pilgerwege aus dem Norden und aus England und Frankreich (die Via Francigena) trafen. Von Vevey aus führte die Reise durch den Herrschaftsbereich der Grafen von Savoyen mit den Wegorten Saint-Maurice VS und Petrs spital (heute Bourg-Saint-Pierre) und über den Alpenpass des Grossen Sankt Bernhard (Bjarnardz spitali) nach Italien. Nach einem Aufenthalt in Rom gingen die Pilger über Bari und Brindisi und fuhren über das Mittelmeer nach Akkon und Jerusalem. Der Bericht erwähnt die Anzahl der Reisetage für jede Wegetappe. Von manchen Stationen auf dieser Route erwähnt er empfehlenswerte Sehenswürdigkeiten und historische sowie religiöse Besonderheiten.
Isländische Quellen erwähnen andere literarische Werke von Nikulás Bergþórsson, zum Beispiel ein Lied auf St. Johannes und ein anderes über Jesus Christus.
1158 ist der Abt als Konzelebrant bei der Weihe der von Bischof Klængur Þorsteinsson errichteten zweiten Kathedrale von Skálholt erwähnt, und für das folgende Jahr oder 1160 ist in den Annalen sein Tod vermerkt.

## Werkausgabe
- Erich Christian Werlauff: Summa Geographiae medii aevi ad mentem Islandorum, cui accedit Intinerarium ad Romam et terram sanctam susceptum. Kopenhagen 1821, darin Bergþórssons Text mit lateinischer Übersetzung ab S. 9 (Digitalisat)